# FRIENDS (日本のバンド)
FRIENDS（フレンズ）は、日本のポップバンド。

## メンバー
- 池田森（ボーカル、ギター）

全作詞・作曲を担当。
- 高畠俊（ベース、コーラス）

解散後はフロウズンのメンバーとして活動。
- 小林俊太郎（キーボード、コーラス）
- 染谷知孝（パーカッション、コーラス）
- 波左間達郎（ドラムス、コーラス）

## 概要・略歴
1997年8月、ビクターエンタテインメントからシングル「空になる」でデビュー。同レーベルからシングル5枚、アルバム1枚をリリースしたが、1999年12月に解散。
2022年8月21日、一日限定の再結成として、池田、高畠、小林の3人とサポートドラマーに渋谷憲を迎え、Friendsデビュー25周年を記念したワンマンライブを行った。
2023年2月8日、全楽曲がデジタル配信サブスク解禁された。

## タイアップ一覧
| 使用年 | 曲名 | タイアップ                                                                             |
| ------ | ---- | -------------------------------------------------------------------------------------- |
| 1999年 | 奇蹟 | 読売テレビ『黄金の法則』1〜3月度エンディングテーマ                                     |
| 1999年 | 奇蹟 | テレビ神奈川（TVK）・テレビ埼玉・千葉テレビ『音楽的予約 Di:GA』2月度エンディングテーマ |
| 1999年 | 奇蹟 | CBCテレビ『ちゃららん』2〜3月度オープニングテーマ                                      |
| 1999年 | 彷徨 | TBS系『リズムBaby』4月度エンディングテーマ                                             |